# Édouard Harzic
Édouard Harzic (Amiens, 1906. október 25. – 1989. szeptember 11.) francia nemzetközi labdarúgó-játékvezető.

## Pályafutása

### Nemzeti játékvezetés
Játékvezetői vizsgáját követően lakóterületének Labdarúgó-szövetsége által üzemeltetett labdarúgó bajnokságokban kezdte sportszolgálatát. A Francia Labdarúgó-szövetség Játékvezető Bizottságának (JB) minősítésével a Ligue 1 játékvezetője. Küldési gyakorlat szerint rendszeres partbírói szolgálatot is végzett. A nemzeti játékvezetéstől 1959-ben  visszavonult.[forrás?]

#### Nemzeti kupamérkőzések
Vezetett kupadöntők száma: 2.

##### Francia labdarúgókupa
| Időpont         | Helyszín                                  | Mérkőzés típusa | Mérkőzés                        | Eredmény | Nézők száma |
| --------------- | ----------------------------------------- | --------------- | ------------------------------- | -------- | ----------- |
| 1954. május 23. | Yves-du-Manoir Olimpiai Stadion, Colombes | döntő           | OGC Nice–Olympique de Marseille | 2 – 1    | 46 803      |

##### Francia labdarúgó-szuperkupa
| Időpont         | Helyszín                 | Mérkőzés típusa | Mérkőzés             | Eredmény | Nézők száma |
| --------------- | ------------------------ | --------------- | -------------------- | -------- | ----------- |
| 1959. június 2. | Parc des Princes, Párizs | döntő           | Le Havre AC–OGC Nice | 2 – 0    | 5006        |

### Nemzetközi játékvezetés
A Francia labdarúgó-szövetség Játékvezető Bizottsága (JB) terjesztette fel nemzetközi játékvezetőnek,[forrás?] a Nemzetközi Labdarúgó-szövetség (FIFA) 1950-től tartotta nyilván bírói keretében. A FIFA JB központi nyelvei közül a franciát beszélte.  Több nemzetek közötti válogatott, valamint Bajnokcsapatok Európa-kupája klubmérkőzést vezetett, vagy működő társának partbíróként segített. A  nemzetközi játékvezetéstől 1958-ban búcsúzott. Válogatott mérkőzéseinek száma: 13.

#### Labdarúgó-világbajnokság
Az 1958-as labdarúgó-világbajnokságon a FIFA JB bíróként alkalmazta. Selejtező mérkőzést az UEFA zónában irányított.
| Időpont          | Helyszín                           | Mérkőzés típusa           | Mérkőzés            | Eredmény | Nézők száma |
| ---------------- | ---------------------------------- | ------------------------- | ------------------- | -------- | ----------- |
| 1957. július 16. | Leoforos Alexandras Stadion, Athén | előselejtező (7. csoport) | Görögország–Románia | 1 – 2    | 18 000      |

#### Olimpiai játékok
Az 1952. évi nyári olimpiai játékok labdarúgó tornáját, ahol a FIFA JB partbírói szolgálatra alkalmazta. A kor elvárása szerint az egyes számú partbíró játékvezetői sérülésnél átvette a mérkőzés vezetését.[forrás?] Partbíróként egy mérkőzésre egyes, kettő találkozóra 2. pozícióban kapott küldést.
| Időpont          | Helyszín                   | Mérkőzés típusa    | Mérkőzés           | Játékvezető      | Eredmény | Nézők száma |
| ---------------- | -------------------------- | ------------------ | ------------------ | ---------------- | -------- | ----------- |
| 1952. július 15. | Olimpiai Stadion, Helsinki | selejtező          | Jugoszlávia–India  | John Best        | 10 – 1   | 20 000      |
| 1952. július 20. | Városi Stadion, Kotka      | egyik nyolcaddöntő | Brazília–Luxemburg | Marijan Matančić | 2 – 1    | 6 776       |
| 1952. július 29. | Olimpiai Stadion, Helsinki | egyik elődöntő     | Jugoszlávia–NSZK   | Wolf Karni       | 3 – 1    | 20 000      |